# 福泉寺 (鉾田市)
福泉寺（ふくせんじ）は、茨城県鉾田市にある臨済宗妙心寺派の寺院。

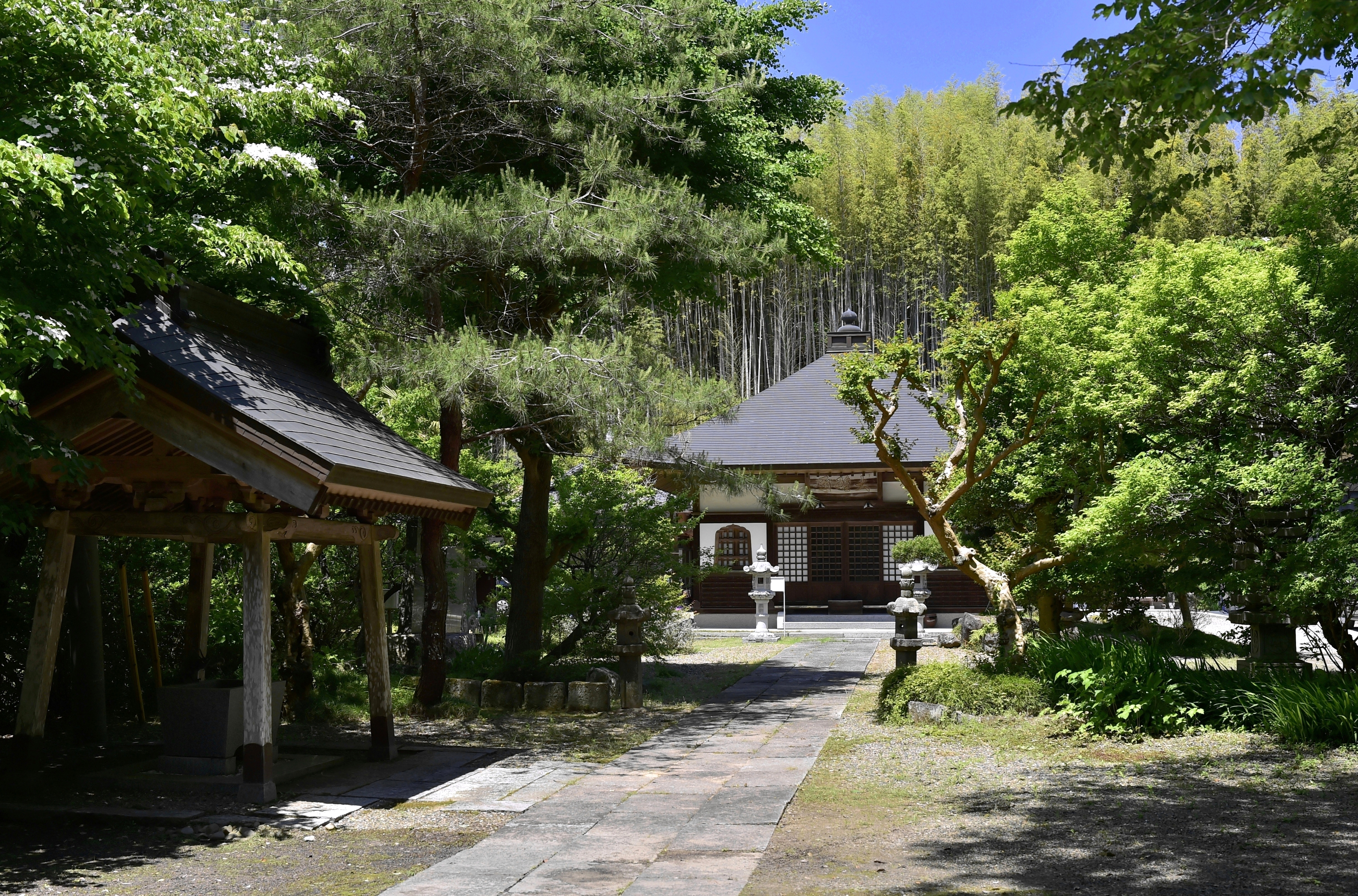
福泉寺の境内

## 歴史
鎌倉時代、大掾氏の開基であると伝えられている。その後、1325年（正中2年）に北条高時によって中興された。
当寺の本尊は釈迦如来で、国の重要文化財に指定されている。鎌倉時代末期の春日仏師の作といわれている。現在は毎年4月8日に開帳している。

## 文化財
- 木造釈迦如来立像（重要文化財 大正5年8月17日指定）[3]
- 紙本墨画維摩居士像 附徳川光圀書状4通 松平頼救跋1枚（茨城県指定文化財 平成17年11月25日指定）[4]

## 交通アクセス
- 大洋駅より徒歩15分。